# 반창꼬
《반창꼬》는 2012년 12월 19일에 개봉한 대한민국의 영화이다.

## 줄거리
사람 구하는 게 일이지만 정작 자신의 아내를 구하는 일은 할 수 없었던 소방사 강일. 매번 제멋대로 말하고 거침없고 털털함의 대명사를 보여주는 여의사 미수. 이 두 사람은 어느날 미수가 '119 구조대 의용대원'란 이름으로 강일의 소방서에서 일을 하기 시작하면서 만나게 된다. 어떤 사건을 통해 첫눈에 반한 강일에게 망설임 없이 속내를 털어놓으며 짝사랑하기 시작한 미수. 하지만 강일에게 이런 미수는 사랑도 뭣도 아닌 그냥 정신 나간 사람일 뿐이다. 가스폭발, 차량충돌, 자살소동 현장까지 생사가 오가는 위험천만한 현장에 함께 출동하는 시간이 늘어나는 사이 미수를 까칠하게 밀어내기만 하던 강일은 점차 변하기 시작한다.

## 캐스팅
- 고수 : 천강일 역
- 한효주 : 고미수 역
- 마동석 : 소방서 반장 역
- 김성오 : 용수 역
- 현쥬니 : 현경 역
- 진서연 : 하윤 역
- 윤세웅 : 창호 역
- 오유나: 지영 역
- 이도아 : 신경의 전문의사 역
- 조경훈 : 형구 역
- 유필란 : 수연 역
- 김혁 : 용대(구조대원)역
- 김국진 : 국진(구조대원) 역
- 노진영 : 진영 (구조대원) 역
- 김서경 : 영모 (구조대원) 역
- 박용제 : 박 변호사 역
- 황준영 : 황 박사 역
- 이나경 : 진주 역
- 조은비 : 수 간호사 역
- 윤민우 : 필두 역
- 한제인 : 필두녀 1 역
- 유민희 : 필두녀 2 역
- 박병렬 : 술취한 인부 역
- 임정선 : 과거회상 사고녀 역
- 하정희 : 기찻길 사고녀 역
- 최민규 : 순경 1 역
- 김태호 : 순경 2 역
- 전성환 : 한전직원 역
- 이상은 : 간호사 역
- 안지혜 : 응급구조대녀 역
- 김대환 : 사고현장 문신남 역
- 이수정 : 포스터집지모델 역
- 김영웅 : 의용대원포스터모델 역
- 정진영 : 오영달 형사 역 (우정출연)
- 양동근 : 방제수 형사 역 (우정출연)
- 조민기 : 과장 역 (우정출연)
- 이동규 : 민규 역 (우정출연)
- 이달형 : 파출소장 역 (우정출연)